# Ceraclea coreana
Ceraclea coreana là một loài Trichoptera trong họ Leptoceridae. Chúng phân bố ở miền Cổ bắc.